# Umaglesi Liga 2003-2004
L'Umaglesi Liga 2003-2004 è stata la quindicesima edizione della massima serie del campionato georgiano di calcio. La stagione è iniziata il 26 luglio 2003 e si è conclusa il 30 maggio 2004. Il WIT Georgia ha vinto il campionato per la prima volta nella sua storia dopo aver vinto lo spareggio contro il Sioni Bolnisi.

## Stagione

### Novità
Dalla Umaglesi Liga 2002-2003 sono stati retrocessi il Gorda Rustavi (dopo aver perso lo spareggio promozione/retrocessione), il Milani Tsnori e il Met'alurgi Zest'aponi, mentre dalla Pirveli Liga sono stati promossi il Lazika Zugdidi, il Mertskhali Ozurgeti e il Mtskheta (dopo aver vinto lo spareggio promozione/retrocessione).

Inoltre, il Merani-91 Tbilisi ha venduto il proprio posto in Umaglesi Liga all'Olimpi Tbilisi a causa di problemi finanziari e per coprire parte dei debiti contratti. L'Olimpi Tbilisi si è poi iscritto al campionato come Tbilisi. Il Lazika Zugdidi ha cambiato denominazione in Spartaki-Lazika Zugdidi.

### Formula
Il campionato constava di una doppia fase. Nella prima fase le 12 squadre partecipanti si sono affrontate in un girone all'italiana con partite di andata e ritorno, per un totale di 22 giornate. Le prime sei classificate sono state ammesse alla seconda fase per decretare la squadra campione, mentre le restanti sei squadre sono state ammesse alla seconda fase per decretare le retrocessioni.

Nella seconda fase in entrambi i gruppi le squadre si sono affrontate in un girone all'italiana con partite di andata e ritorno, per un totale di 10 giornate. Alla seconda fase ciascuna squadra accedeva con la metà dei punti conquistati nel corso della prima fase. Nel gruppo per il titolo la squadra prima classificata è stata dichiarata campione di Georgia ed ammessa al secondo turno preliminare della UEFA Champions League 2004-2005. La seconda classificata veniva ammessa al turno preliminare della Coppa UEFA 2004-2005 assieme alla squadra vincitrice della coppa nazionale. La terza classificata veniva ammessa alla Coppa Intertoto 2004. Nel gruppo per la salvezza le ultime due classificate sono state retrocesse in Pirveli Liga, mentre le squadre classificatesi al nono e decimo posto accedevano agli spareggi promozione/retrocessione contro la terza e quarta classificate in Pirveli Liga per due posti in massima serie.

## Prima fase

### Squadre partecipanti
| Club                    | Città    | Stagione 2002-2003                                 |
| ----------------------- | -------- | -------------------------------------------------- |
| Dila Gori               | Gori     | 7º posto in Umaglesi Liga                          |
| Dinamo Batumi           | Batumi   | 8º posto in Umaglesi Liga                          |
| Dinamo Tbilisi          | Tbilisi  | Campione di Georgia                                |
| K'olkheti-1913 Poti     | Poti     | 6º posto in Umaglesi Liga                          |
| Lok’omot’ivi Tbilisi    | Tbilisi  | 4º posto in Umaglesi Liga                          |
| Mertskhali Ozurgeti     | Ozurgeti | 2º posto in Pirveli Liga                           |
| Mtskheta                | Mtskheta | 3º posto in Pirveli Liga                           |
| Sioni Bolnisi           | Bolnisi  | 5º posto in Umaglesi Liga                          |
| Spartaki-Lazika Zugdidi | Zugdidi  | 1º posto in Pirveli Liga                           |
| Tbilisi                 | Tbilisi  | 9º posto in Umaglesi Liga (come Merani-91 Tbilisi) |
| T'orp'edo Kutaisi       | Kutaisi  | 2º posto in Umaglesi Liga                          |
| WIT Georgia             | Tbilisi  | 3º posto in Umaglesi Liga                          |

### Classifica finale
|  | Pos. | Squadra                 | Pt | G  | V  | N | P  | GF | GS | DR  |
|  | ---- | ----------------------- | -- | -- | -- | - | -- | -- | -- | --- |
|  | 1.   | Dinamo Tbilisi          | 50 | 22 | 15 | 5 | 2  | 49 | 8  | +41 |
|  | 2.   | WIT Georgia             | 42 | 22 | 12 | 6 | 4  | 38 | 15 | +23 |
|  | 3.   | Sioni Bolnisi           | 40 | 22 | 11 | 7 | 4  | 31 | 18 | +13 |
|  | 4.   | Tbilisi                 | 35 | 22 | 10 | 5 | 7  | 41 | 26 | +15 |
|  | 5.   | Lok’omot’ivi Tbilisi    | 34 | 22 | 10 | 4 | 8  | 32 | 24 | +8  |
|  | 6.   | Dila Gori               | 34 | 22 | 10 | 4 | 8  | 28 | 20 | +8  |
|  | 7.   | T'orp'edo Kutaisi       | 34 | 22 | 10 | 4 | 8  | 27 | 26 | +1  |
|  | 8.   | Dinamo Batumi           | 32 | 22 | 10 | 2 | 10 | 26 | 28 | -2  |
|  | 9.   | K'olkheti-1913 Poti     | 24 | 22 | 7  | 3 | 12 | 18 | 35 | -17 |
|  | 10.  | Mtskheta                | 20 | 22 | 6  | 2 | 14 | 25 | 55 | -30 |
|  | 11.  | Spartaki-Lazika Zugdidi | 16 | 22 | 4  | 4 | 14 | 14 | 47 | -33 |
|  | 12.  | Mertskhali Ozurgeti     | 10 | 22 | 2  | 4 | 16 | 18 | 45 | -27 |

Legenda:
      Qualificate alla fase per il titolo.
      Qualificate alla fase per la retrocessione.
Note:
Tre punti a vittoria, uno a pareggio, zero a sconfitta.

### Risultati
|                         | DiT  | WIT  | Sio  | Tbi  | Lok  | Dil  | Tor  | DiB  | Kol  | Mts  | Spa  | Mer  |
| ----------------------- | ---- | ---- | ---- | ---- | ---- | ---- | ---- | ---- | ---- | ---- | ---- | ---- |
| Dinamo Tbilisi          | –––– | 0-0  | 0-0  | 3-0  | 1-0  | 2-0  | 3-0  | 5-0  | 2-0  | 3-1  | 6-0  | 8-1  |
| WIT Georgia             | 0-0  | –––– | 2-0  | 0-0  | 1-1  | 3-1  | 1-0  | 3-1  | 0-1  | 7-0  | 2-0  | 2-0  |
| Sioni Bolnisi           | 1-3  | 0-0  | –––– | 1-1  | 3-1  | 4-3  | 1-0  | 1-0  | 3-0  | 2-0  | 1-0  | 4-1  |
| Tbilisi                 | 0-4  | 1-1  | 1-1  | –––– | 1-1  | 2-1  | 4-2  | 0-1  | 1-0  | 3-1  | 8-0  | 3-1  |
| Lokomotivi Tbilisi      | 0-1  | 2-1  | 1-1  | 0-1  | –––– | 2-1  | 3-0  | 3-2  | 2-0  | 4-0  | 1-1  | 1-0  |
| Dila Gori               | 0-0  | 3-0  | 2-0  | 1-2  | 1-0  | –––– | 1-0  | 2-1  | 0-0  | 5-1  | 1-0  | 2-1  |
| Torpedo Kutaisi         | 1-1  | 2-1  | 2-1  | 2-1  | 3-1  | 1-0  | –––– | 2-0  | 1-0  | 1-2  | 0-0  | 2-0  |
| Dinamo Batumi           | 0-1  | 1-3  | 0-0  | 1-0  | 1-3  | 1-0  | 4-0  | –––– | 0-1  | 2-0  | 2-1  | 3-2  |
| Kolkheti-1913 Poti      | 2-1  | 0-2  | 1-1  | 0-6  | 2-1  | 0-0  | 0-2  | 0-3  | –––– | 3-2  | 3-0  | 1-3  |
| Mtskheta                | 2-0  | 1-4  | 0-4  | 3-2  | 2-1  | 0-1  | 1-5  | 0-1  | 3-1  | –––– | 2-1  | 2-2  |
| Spartaki-Lazika Zugdidi | 0-3  | 1-4  | 0-1  | 0-3  | 0-2  | 0-3  | 1-1  | 1-1  | 1-0  | 2-1  | –––– | 2-0  |
| Mertskhali Ozurgeti     | 0-2  | 0-1  | 0-1  | 2-1  | 1-2  | 0-0  | 0-0  | 0-1  | 1-3  | 1-1  | 2-3  | –––– |

## Seconda fase

### Gruppo per il titolo

#### Classifica finale
|  | Pos. | Squadra              | Pt | G  | V | N | P | GF | GS | DR  |
|  | ---- | -------------------- | -- | -- | - | - | - | -- | -- | --- |
|  | 1.   | Sioni Bolnisi        | 41 | 10 | 6 | 3 | 1 | 14 | 5  | +9  |
|  | 2.   | WIT Georgia          | 41 | 10 | 6 | 2 | 2 | 10 | 3  | +7  |
|  | 3.   | Dinamo Tbilisi       | 40 | 10 | 4 | 3 | 3 | 15 | 10 | +5  |
|  | 4.   | Tbilisi              | 32 | 10 | 3 | 5 | 2 | 12 | 8  | +4  |
|  | 5.   | Lok’omot’ivi Tbilisi | 25 | 10 | 1 | 5 | 4 | 6  | 11 | -5  |
|  | 6.   | Dila Gori            | 19 | 10 | 0 | 2 | 8 | 2  | 22 | -20 |

Legenda:
      Campione di Georgia e ammessa alla UEFA Champions League 2004-2005
      Ammesse alla Coppa UEFA 2004-2005
      Ammessa alla Coppa Intertoto 2004
Note:
Tre punti a vittoria, uno a pareggio, zero a sconfitta.
Punti di bonus:
Dinamo Tbilisi 25 pti
WIT Georgia 21 pti
Sioni Bolnisi 20 pti
Tbilisi 18 pti
Lokomotivi Tbilisi 17 pti
Dila Gori 17 pti

#### Risultati
|                    | Sio  | WIT  | DiT  | Tbi  | Lok  | Dil  |
| ------------------ | ---- | ---- | ---- | ---- | ---- | ---- |
| Sioni Bolnisi      | –––– | 1-0  | 3-2  | 1-1  | 1-1  | 2-0  |
| WIT Georgia        | 0-0  | –––– | 1-0  | 0-0  | 1-0  | 3-0  |
| Dinamo Tbilisi     | 1-0  | 1-3  | –––– | 2-2  | 0-0  | 5-0  |
| Tbilisi            | 0-1  | 1-0  | 0-2  | –––– | 5-1  | 0-0  |
| Lokomotivi Tbilisi | 0-1  | 0-1  | 0-0  | 1-1  | –––– | 3-1  |
| Dila Gori          | 0-4  | 0-1  | 1-2  | 0-2  | 0-0  | –––– |

### Gruppo per la retrocessione

#### Classifica finale
|  | Pos. | Squadra                 | Pt | G  | V | N | P | GF | GS | DR  |
|  | ---- | ----------------------- | -- | -- | - | - | - | -- | -- | --- |
|  | 7.   | T'orp'edo Kutaisi       | 34 | 10 | 5 | 2 | 3 | 19 | 12 | +7  |
|  | 8.   | K'olkheti-1913 Poti     | 33 | 10 | 6 | 3 | 1 | 14 | 6  | +8  |
|  | 9.   | Mtskheta                | 31 | 10 | 6 | 3 | 1 | 14 | 5  | +9  |
|  | 10.  | Dinamo Batumi           | 25 | 10 | 3 | 0 | 7 | 6  | 14 | -8  |
|  | 11.  | Spartaki-Lazika Zugdidi | 24 | 10 | 5 | 1 | 4 | 18 | 11 | +7  |
|  | 12.  | Mertskhali Ozurgeti     | 6  | 10 | 0 | 1 | 9 | 4  | 27 | -23 |

Legenda:
 Ammessa agli spareggi promozione/retrocessione
      Retrocesse in Pirveli Liga 2004-2005
Note:
Tre punti a vittoria, uno a pareggio, zero a sconfitta.
Punti di bonus:
Torpedo Kutaisi 17 pti
Dinamo Batumi 16 pti
K'olkheti-1913 Poti 12 pti
Mtskheta 10 pti
Lazika-Spartaki Zugdidi 8 pti
Mertskhali Ozurgeti 5 pti

#### Risultati
|                         | Tor  | Kol  | Mts  | DiB  | Laz  | Mer  |
| ----------------------- | ---- | ---- | ---- | ---- | ---- | ---- |
| Torpedo Kutaisi         | –––– | 3-2  | 0-0  | 2-0  | 3-4  | 1-0  |
| K'olkheti-1913 Poti     | 2-1  | –––– | 1-0  | 2-0  | 0-0  | 2-0  |
| Mtskheta                | 1-1  | 1-1  | –––– | 1-0  | 1-0  | 2-0  |
| Dinamo Batumi           | 0-2  | 1-3  | 0-1  | –––– | 1-0  | 2-1  |
| Lazika-Spartaki Zugdidi | 3-2  | 0-1  | 0-1  | 2-1  | –––– | 7-1  |
| Mertskhali Ozurgeti     | 0-4  | 0-0  | 2-6  | 0-1  | 0-2  | –––– |

## Spareggi

### Spareggio per il titolo
Allo spareggio per il titolo hanno partecipato il Sioni Bolnisi e il WIT Georgia, che avevano terminato la seconda fase al primo posto a pari punti. Lo spareggio venne vinto dal WIT per 2-0, ma la partita fu caratterizzata da violenti scontri tra le opposte tifoserie e in campo l'arbitro venne aggredito dal secondo allenatore del Sioni Bolnisi. Gli episodi di violenza sugli spalti indussero la federazione georgiana e la UEFA ad escludere il Sioni dalla Coppa UEFA per l'edizione 2004-2005, a comminargli una multa pecuniaria, la disputa di dieci partite casalinghe a porte chiuse e ad una serie di squalifiche dei calciatori.
|               | Risultati |             | Luogo e data            |
| ------------- | --------- | ----------- | ----------------------- |
| Sioni Bolnisi | 0 - 2     | WIT Georgia | Tbilisi, 30 maggio 2004 |
|               |           |             |                         |

### Spareggi promozione/retrocessione
Agli spareggi sono stati ammessi il Mtskheta e la Dinamo Batumi, nono e decimo classificati in Umaglesi Liga, e il Rustavi e il Milani Tsnori, terzo e quarto classificati in Pirveli Liga. Le due vincenti sono state ammesse alla Umaglesi Liga 2004-2005.
|               | Risultati |               | Luogo e data      |
| ------------- | --------- | ------------- | ----------------- |
| Mtskheta      | 2 - 3     | Rustavi       | ?, 29 maggio 2004 |
| Dinamo Batumi | 1 - 0     | Milani Tsnori | ?, 29 maggio 2004 |
|               |           |               |                   |